# Friedrich von Blittersdorf
Friedrich Landolin Karl von Blittersdorf (Mahlberg, 1792. február 10. – Frankfurt am Main, 1861. április 16.) báró, badeni államférfi.

## Élete
1813-ban badeni szolgálatba lépett, 1819-ben ügyvivő lett az orosz udvarnál, egy évvel később pedig a frankfurti szövetséggyűléshez kinevezték Baden képviselőjének. Ez állásban Metternich szellemében működött és az alkotmányos rendszer határozott ellensége volt. 1835-ben osztrák befolyás folytán a külügyi tárcát bízta rá a nagyherceg. Működése Badenre nézve gyászosnak bizonyult: az alkotmány teljes mellőzésére és a hivatalnokoknak puszta eszközökké való lealacsonyítására törekedett. Végül heves viszályok után 1848-ban beadta lemondását, de megmaradt 1848-ig a frankfurti szövetséggyűlés tagjának, ahol az alkotmányos reformokat ellenezte. Ekkor aztán nyugalomba vonult. Érdekes leveleket és okmányokat közölt: Einiges aus der Mappe des Freiherrn von Blittersdorf cím alatt (Frankfurt, 1849).